# José Berdié
José Berdié Places, né en 1887 à Tamarit de Llitera (province de Huesca, Espagne) et mort le 31 janvier 1931 à Barcelone, est un footballeur espagnol des années 1900 et 1910.

## Biographie
Il commence à jouer au Club Ibérico en 1904. De 1906 à 1909, il joue avec le FC X. Ce club devient le RCD Espanyol en 1909. Il poursuit sa carrière dans ce club jusqu'en 1911.
En 1911, il est recruté par le FC Barcelone. Il reste pendant trois saisons au Barça, au cours desquelles il gagne deux Coupes d'Espagne et deux Coupes des Pyrénées.
Il joue trois matches avec la sélection catalane.

## Palmarès
Avec le FC Barcelone :
- Vainqueur de la Coupe d'Espagne en 1912 et 1913
- Vainqueur de la Coupe des Pyrénées en 1912 et 1913